# Здрівля (заказник)
Здрі́вля — ландшафтний заказник місцевого значення в Україні. Об'єкт природно-заповідного фонду Житомирської області. 
Розташований на території Малинського району Житомирської області, на захід від міста Малин. 
Площа 67,9 га. Статус надано згідно з рішенням 9 сесії 6 скликання облради від 22.03.2012 року № 503. Перебуває у віданні ДП «Малинський лісгосп» (Малинське л-во, кв. 64 (площа 58 га), кв. 63, вид. 10, 13, 14 (площа 9,9 га). 
Територія заказника охоплює плакорну правобережну частину річки Ірша та заболочену заплавну частину долини річки Здрівля. Зростають дубові та соснові ліси. Перезволожені ділянки зайняті чорновільховими лісами і відкритими високотравними болотами. Найбільшу цінність в заказнику мають ценози перестійних сосново-дубових лісів. 